# Rezerwat przyrody Przysiecz
Rezerwat przyrody „Przysiecz” – leśny rezerwat przyrody położony na terenie gminy Prószków w powiecie opolskim, w granicach Obszaru Chronionego Krajobrazu Bory Niemodlińskie. Powstał na mocy zarządzenia Ministra Leśnictwa i Przemysłu Drzewnego z dnia 4 lutego 1958 roku. Zajmuje powierzchnię 3,02 ha (akt powołujący podawał 3,10 ha). W rezerwacie przedmiotem ochrony jest pozostałość starodrzewia modrzewia sudeckiego.
Obszar rezerwatu porasta różnogatunkowy drzewostan składający się z modrzewia sudeckiego, dębu, graba, sosny, jawora oraz sporadycznie jodły. W warstwie runa występuje między innymi przytulia okrągłolistna, borówka czarna, kosmatka owłosiona, perłówka zwisła, naparstnica zwyczajna, buławnik wielkokwiatowy. W sumie na terenie rezerwatu zarejestrowano 122 gatunki roślin naczyniowych, 36 gatunków mchów, 15 gatunków śluzowców, 14 gatunków wątrobowców. Na terenie rezerwatu rejestrowane są duże ssaki łowne – dzik, jeleń. W ostatnich latach na terenie rezerwatu rejestrowane są niekorzystne zmiany – 200-letnie obecnie modrzewie wchodzą w okres schyłkowej produktywności i niewielkie są szanse na samoodnawianie się ich populacji na tym obszarze.
Rezerwat znajduje się na gruntach Nadleśnictwa Prószków. Nadzór sprawuje Regionalny Dyrektor Ochrony Środowiska w Opolu. Na mocy obowiązującego planu ochrony ustanowionego w 2018 roku, obszar rezerwatu objęty jest ochroną ścisłą.
Wzdłuż południowo-wschodniej granicy rezerwatu przebiega leśna ścieżka edukacyjna Nadleśnictwa Prószków.